# Драбинівка (Кобеляцький район)
Драбинівка — колишнє село в Україні, у Кобеляцькому районі Полтавської області. Орган місцевого самоврядування — Бутенківська сільська рада.
Хутір Дробинівка позначено на 3-версній карті 1860-70-х років. 
1989 р. у селі мешкало 10 осіб.
Зняте з обліку Рішенням Полтавської обласної ради 28 лютого 1995 року.